# Thorictus longipennis
Thorictus longipennis is een keversoort uit de familie spektorren (Dermestidae). De wetenschappelijke naam van de soort werd in 1869 gepubliceerd door Coye.